# Scirpe maritime
Bolboschoenus maritimus
Espèce
Classification phylogénétique
Statut de conservation UICN

 LC  : Préoccupation mineure
Le Bolbochoin maritime ou Scirpe maritime (Bolboschoenus maritimus) est une espèce de plante monocotylédone de la famille des Cyperaceae.

## Taxonomie

### Fossiles
Des graines fossilisées de ce scirpe, datant du milieu du Miocène (âge estimé entre 11,6 et 16 millions d'années), ont été trouvées en Silésie, en Pologne.

### Nom scientifique
Cette espèce a reçu d'autres appellations latines, considérées comme synonymes mais non valides:
- Scirpus maritimus L. ;
- Schoenoplectus maritimus (L.) Lye ;
- Reigera maritima (L.) Opiz.

Le Scirpe maritime fut décrit pour la première fois par Carl von Linné en 1753 sous le nom Scirpus maritimus. Le nom fut modifié en 1905 par Eduard Palla, pour devenir Bolboschoenus maritimus. Certains auteurs continuent cependant d'appeler cette espèce Scirpus maritimus.

### Sous-espèces
Il existe trois sous-espèces:
- Bolboschoenus maritimus subsp. affinis (Roth) T.Koyama ;
- Bolboschoenus maritimus subsp. maritimus ;
- Bolboschoenus maritimus subsp. paludosus (A.Nelson) T.Koyama.

## Description morphologique

### Appareil végétatif
Le Scirpe maritime possède une souche rampante, renflée par endroits en tubercule. De la souche partent des tiges à section triangulaire, lisses, formant des touffes rigides de 30 à 100 cm de hauteur. Les feuilles sont rudes au toucher,.

### Appareil reproducteur
La floraison survient de juillet à septembre.
L'inflorescence, située à l'extrémité de la tige et plus courte que les 2 ou 3 bractées, est constituée de 3 à 5 épis de couleur brun rougeâtre à noir. De forme oblongue, ils forment un groupe où certains épis sont pédonculés, d'autres sessiles. Les bractées ont trois lobes pointus, avec celui du milieu beaucoup plus long que les deux autres. Les épis portent de nombreuses fleurs ; chaque fleur comporte 3 étamines. Le fruit est un akène à section triangulaire, entouré de six soies,.

## Répartition et habitat
Le Scirpe maritime pousse sur sols salins, à proximité de l'eau (littoral, cours d'eau, lac ou canal).
On le retrouve un peu partout en Afrique, en Asie, en Europe et en Amérique du Nord et du Sud.

## Le Scirpe maritime et l'homme
Il a parfois été utilisé comme matière première en vannerie. Le tubercule a pu être consommé par l'Homme durant la Préhistoire .

### Galerie
- Galerie de photos sur le site Calphotos, de l'Université de Californie, Berkeley.